# Джин Сіберг
Джін Дороті Сіберґ (англ. Jean Dorothy Seberg, англ. вимова: [ˈd͡ʒiːn ˈsiːbɚg], 13 листопада 1938, Маршалтаун, Айова) — 30 серпня 1979, Париж) — американська акторка. Знялася у 34 голлівудських і французьких фільмах.
Друга дружина письменника Ромена Гарі, який також був для неї другим чоловіком.
З 14 років співчувала руху за права афроамериканців. Набувши відомості, брала участь у фінансуванні афроамериканської націоналістичної партії «Чорні пантери».
Часто перебувала в депресії, зловживала алкоголем та наркотиками. Закінчила життя самогубством.

## Фільмографія
- Saint Joan (1957)
- Bonjour tristesse (1958)
- The Mouse That Roared (1959)
- 1960 : «На останньому подиху» / (A bout de souffle) — Патриція Франчіні
- Let No Man Write My Epitaph (1960)
- Les Grandes Personnes (Time Out for Love) (1961)
- La Récreation (Love Play) (1961, with husband François Moreuil)
- Five Day Lover (1961)
- Congo Vivo (1962)
- In the French Style (1962)
- Les Plus Belles Escroqueries du Monde (The World's Greatest Swindles) (1964)[12]
- Lilith (1964)
- The Beautiful Swindlers (1964)
- Échappement libre (Backfire) (1964)
- Moment to Moment (1965)
- Un Milliard dans un Billard (Diamonds are Brittle) (1965)
- A Fine Madness (1966)
- 1966 : «Демаркаційна лінія» / (La Ligne de démarcation) — Мері де Дамвіль, англійська графиня
- Estouffade à la Caraïbe (Gold Robbers) (1967)
- The Road to Corinth (1968)
- Birds in Peru (1968, with husband Romain Gary)
- Pendulum (1968)
- «Пофарбуй свій фургон» (1969)
- Ondata di Calore (Dead of Summer) (1970)
- 1970 : «Аеропорт» (1970)
- Macho Callahan (1970)
- Kill! (1972)
- Questa Specie d'Amore (This Kind of Love) (1972)
- 1972 : «Замах» / (L'attentat)
- Camorra (1972)
- The Corruption of Chris Miller (1973)
- Mousey (or Cat & Mouse) (1974)
- Les Hautes solitudes (1974)
- Ballad for the Kid (1974) (also contributed to script, direction, editing)
- White Horses of Summer (1975)
- Le Grand Délire (Die Große Ekstase) (1975, with husband Dennis Berry)
- The Wild Duck (1976)
- La Légion Saute sur Kolwezi (1980 — scenes shot before her suicide were never shown)